# Jim Turner (Schauspieler)
Jim Turner (* 28. Oktober 1952 in Colorado Springs, Colorado) ist ein US-amerikanischer Schauspieler und Komiker.

## Leben und Karriere
Jim Turner wurde 1952 in Colorado Springs geboren. Sein Vater George diente in der US Air Force, weswegen die Familie oft umzog, etwa nach Québec, Arizona und schließlich nach Iowa. Turner studierte an der University of Iowa. 1991 zog er nach Los Angeles.
Jim Turner ist seit Anfang der 1980er-Jahre als Schauspieler aktiv. Eine seiner bekanntesten Rollen spielte er von 1996 bis 2002 als Kirby Carlisle in der Serie Arli$$. Zu seinen Filmauftritten gehören u. a. St. Elmo’s Fire – Die Leidenschaft brennt tief, The Lost Boys, Rugrats – Der Film, Cold Blooded, Verliebt in eine Hexe oder Fußballfieber – Elfmeter für Daddy. Zudem war er als Gastdarsteller in einer Vielzahl bekannter Serien zu sehen.
Jim Turner ist bereits seit Langem ein Mitglied des Duck’s Breath Mystery Theatre, einer Comedy-Truppe, bekannt für ihre Bühnenauftritte und Radiosketche. Daneben ist er einer der Gründer der vierköpfigen Comedygruppe 2 Headed Dog.
Seit 1992 ist Jim Turner mit seiner Frau Lynn Freer verheiratet. Sie sind Eltern eines Sohnes.

## Filmografie (Auswahl)
- 1980: Porklips Now (Kurzfilm)
- 1984: Out of Control (Fernsehserie, 2 Episoden)
- 1985: St. Elmo’s Fire – Die Leidenschaft brennt tief (St. Elmo’s Fire)
- 1985: Gefährliche Ferien (Kid Colter)
- 1987: Programmed to Kill
- 1987: The Lost Boys
- 1988: Schatten des Todes (Destroyer)
- 1989: Zadar! Cow from Hell
- 1992: My Samurai
- 1993: 12:01 (Fernsehfilm)
- 1993: Shelf Life
- 1993–1994: Rugrats (Fernsehserie, 4 Episoden)
- 1994: Roseanne (Fernsehserie, Episode 6x13)
- 1994: No Panic – Gute Geiseln sind selten (The Ref)
- 1995: Cold Blooded (Coldblooded)
- 1995: Die Sache mit den Frauen (The Pompatus of Love)
- 1995: If Not for You (Fernsehserie, 7 Episoden)
- 1996: Grace (Fernsehserie, Episode 3x20)
- 1996: Joes Apartment – Das große Krabbeln (Joe’s Apartment)
- 1996: 364 Girls a Year
- 1996–2002: Arli$$ (Fernsehserie, 52 Episoden)
- 1997: Sliders – Das Tor in eine fremde Dimension (Sliders, Fernsehserie, Episode 3x14)
- 1999: Die wilden Siebziger (That ‘70s Show, Fernsehserie, Episode 1x15)
- 1999: Dharma & Greg (Fernsehserie, Episode 2x19)
- 1999: Der Club der Kannibalen (Life Among the Cannibals)
- 2000: Tenacious D (Fernsehserie, Episode 1x06)
- 2002: Run Ronnie Run
- 2002: Late Friday (Fernsehserie, Episode 2x09)
- 2002: Providence (Fernsehserie, Episode 5x11)
- 2004: Off the Lip
- 2005: Fußballfieber – Elfmeter für Daddy (Kicking & Screaming)
- 2005: Verliebt in eine Hexe (Bewitched)
- 2005: King of Queens (Fernsehserie, Episode 8x09)
- 2006: Lucky Louie (Fernsehserie, Episode 1x09)
- 2008: Perfect Sport
- 2008: Mensch, Dave! (Meet Dave)
- 2008: Boston Legal (Fernsehserie, Episode 5x13)
- 2009: Brothers & Sisters (Fernsehserie, Episode 4x04)
- 2009: Love Hurts
- 2010: Schatten der Leidenschaft (The Young and the Restless, Fernsehserie, eine Episode)
- 2010: Party Down (Fernsehserie, Episode 2x10)
- 2010: Golf in the Kingdom
- 2012: Happy Endings (Fernsehserie, Episode 2x11)
- 2012: The Big Bang Theory (Fernsehserie, Episode 5x13)
- 2012: Castle (Fernsehserie, Episode 4x16)
- 2012: Franklin & Bash (Fernsehserie, Episode 2x01)
- 2012: Grey’s Anatomy (Fernsehserie, Episode 9x02)
- 2013: Jobs
- 2013: Perception (Fernsehserie, Episode 2x04)
- 2013–2015: Granite Flats (Fernsehserie, 14 Episoden)
- 2014: Anger Management (Fernsehserie, Episode 2x62)
- 2014: Parenthood (Fernsehserie, Episode 6x04)
- 2014: How to Get Away with Murder (Fernsehserie, Episode 1x06)
- 2016: Criminal Minds (Fernsehserie, Episode 12x06)
- 2017: Dr. Brinks & Dr. Brinks
- 2018: Desolate
- 2019: Mom (Fernsehserie, Episode 7x01)
- 2020: DieRy